# Ballophilus differens
Ballophilus differens är en mångfotingart som beskrevs av Chamberlin 1951. Ballophilus differens ingår i släktet Ballophilus och familjen Ballophilidae.
Artens utbredningsområde är Angola. Inga underarter finns listade i Catalogue of Life.